# Wade Morton
Wade Morton (przed zmianą nazwiska: Ward Day, ur. 19 marca 1889 roku w Franklinville, zm. 22 lutego 1935 roku w Winter Haven) – amerykański kierowca wyścigowy.

## Kariera
W swojej karierze Morton startował głównie w Stanach Zjednoczonych w mistrzostwach AAA Championship Car oraz towarzyszącym mistrzostwom słynnym wyścigu Indianapolis 500, będącym w latach 1923-1930 jednym z wyścigów Grandes Épreuves. W trzecim sezonie startów, w 1923 roku w wyścigu Indianapolis 500 uplasował się na dziesiątej pozycji. W mistrzostwach AAA z dorobkiem 32 punktów został sklasyfikowany na siedemnastej pozycji w klasyfikacji generalnej. Rok później uzbierane czternaście punktów dało mu 21 miejsce w klasyfikacji mistrzostw.